# لن أتركك أبدا (أغنية جاستن بيبر)
«نيفر ليت يو غو» بمعنى «لن أدعكى ترحلين» (بالإنجليزية: Never Let You Go)‏ هي أغنية من قبل فنان التسجيل الكندي جاستن بيبر. أُصدرت في الأصل كأغنية ترويجية للنصف الأخير من ألبوم بيبر الأول ماي ورلد 2.0.

## التكوين والاستقبال النقدي
«نيفر ليت يو غو» مكتوبة في مفتاح ري صغير مع تقدم وتر B♭-Dm-C. لاحظت ليا غرينبلات من مجلة إنترتينمنت ويكلي وجود أوجه تشابه بين «نيفر ليت يو غو» وكريس براون "إلى الأبد"، استخدمت جودي روزين من مجلة رولينغ ستون، «نيفر ليت يو غو» و«ستاك آين ذا مومينت» كأمثلة في قولها: «القصص - التي غالباً ما تكون نقطة ضعف في سجلات البوب/والآر أند بي - تتحققت بالكامل، وتختلط بين كلمات الحب مع جوقة كبيرة محبوبة». صرحت لورين كارتر من صحيفة بوسطن هيرالد قائلة: «في حين أنه من الصعب شراء الكثير من الذعر القادم من شاب في السادسة عشر من عمره، فإن الوعود إلى الأبد (انظر «نيفر ليت يو غو» للمبتدئين) ستسعد الفتيات دون شك. الذي يحلم بقضاء الأبدية مع أحدث حلق بوب».

## الفيديو الموسيقى
أكدت رولينغ ستون في يناير 2010 أن الفيديو كليب كان قد تم تصويره بالفعل من قبل المخرج كولين تيلي بينما كان بيبر في منتجع أتلانتيس في دبي. تصور الممثلة بايج هيرد اهتمام حب بيبر بالفيديو. عرض الفيديو لأول مرة في 30 مارس 2010 على فيفو.

## وصلات خارجية
- Justin Bieber's official site
- كلمات الأغنية الكاملة على مترولايركس